# روی کاستا (دوچرخه‌سوار)
روی کاستا (پرتغالی: Rui Costa؛ زادهٔ ۵ اکتبر ۱۹۸۶) یک دوچرخه‌سوار اهل پرتغال است.
از افتخارات وی میتوان به کسب مدال طلای مسابقات قهرمانی دوچرخه‌سواری جاده جهان ۲۰۱۳ اشاره کرد.